# Wyrzysk (gmina)
Wyrzysk – gmina miejsko-wiejska w województwie wielkopolskim, w powiecie pilskim. W latach 1975–1998 gmina położona była w województwie pilskim.
Siedziba gminy to Wyrzysk.
Według danych z 30 czerwca 2004 gminę zamieszkiwało 14 155 osób.

## Struktura powierzchni
Według danych z roku 2002 gmina Wyrzysk ma obszar 160,75 km², w tym:
- użytki rolne: 73%
- użytki leśne: 12%

Gmina stanowi 12,69% powierzchni powiatu.

## Demografia

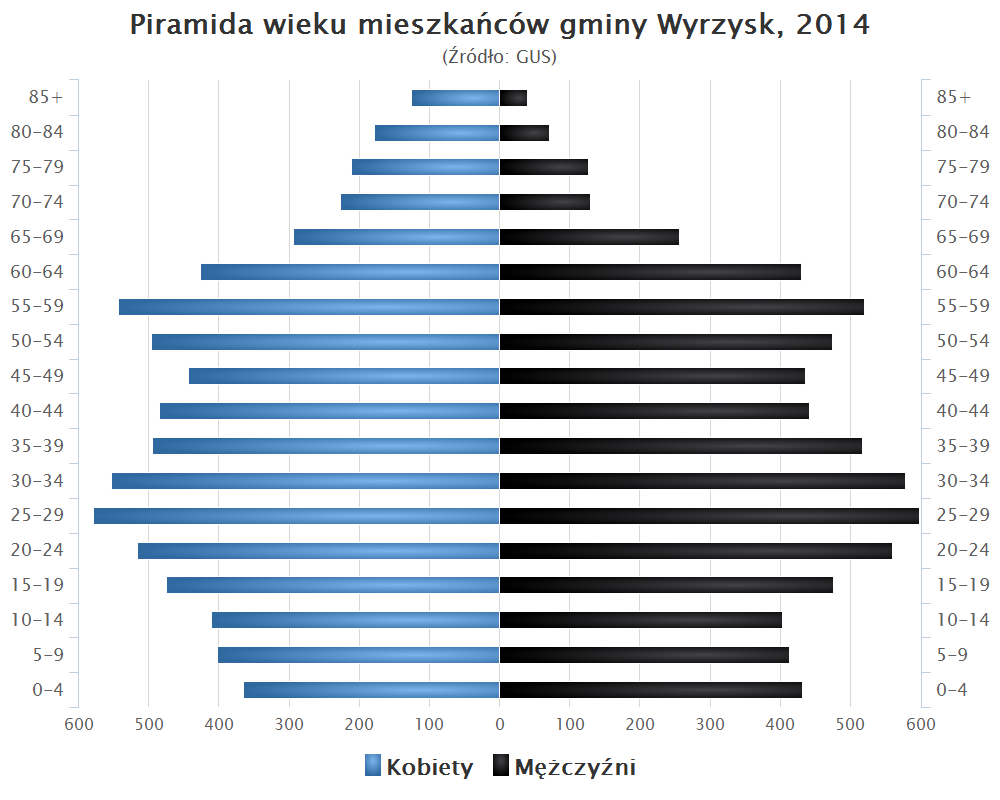
Piramida wieku mieszkańców gminy Wyrzysk w 2014 roku

Dane z 30 czerwca 2004:
| Opis                              | Ogółem | Ogółem | Kobiety | Kobiety | Mężczyźni | Mężczyźni |
| --------------------------------- | ------ | ------ | ------- | ------- | --------- | --------- |
| jednostka                         | osób   | %      | osób    | %       | osób      | %         |
| populacja                         | 14 155 | 100    | 7264    | 51,3    | 6891      | 48,7      |
| gęstość zaludnienia (mieszk./km²) | 88,1   | 88,1   | 45,2    | 45,2    | 42,9      | 42,9      |

## Sołectwa
Auguścin, Bąkowo, Dąbki, Dobrzyniewo, Falmierowo, Glesno, Gromadno, Karolewo-Wiernowo, Konstantynowo, Kosztowo, Kościerzyn Wielki, Młotkówko, Osiek nad Notecią, Polanowo, Ruda, Rzęszkowo, Wyrzysk Skarbowy, Żuławka.

## Pozostałe miejscowości
Anusin, Bagdad, Gleszczonek, Hercowo (nie wymienione w TERYT), Klawek, Komorowo, Marynka, Masłowo, Nowe Bielawy, Ostrówek, Polinowo, Pracz, Wyciąg, Wydmuchowo, Zielona Góra, Żelazno.

## Sąsiednie gminy
Białośliwie, Gołańcz, Kcynia, Łobżenica, Sadki, Szamocin, Wysoka